# Козаче
Козаче (на украински: Козаче) е село в Южна Украйна, Подилски район на Одеска област. Основано е през 1895 година. Населението му е около 84 души.